# Skobalj (miasto Smederevo)
Skobalj (cyr. Скобаљ) – wieś w Serbii, w okręgu podunajskim, w mieście Smederevo. W 2011 roku liczyła 1614 mieszkańców.